# 3. ŽNL Koprivničko-križevačka 2007./08.
Ovaj članak je podtema članka: 7. rang HNL-a 2007./08.

3. ŽNL Koprivničko-križevačka u sezoni 2007./08. je bila nogometna liga trećeg stupnja na području Koprivničko-križevačke županije, te ligu sedmog stupnja nogometnog prvenstva Hrvatske. 
 
Sudjelovalo je 14 klubova, a prvak je bo "Mičetinac". 

## Sustav natjecanja
14 klubova je igralo dvokružnu ligu (26 kola).

## Ljestvica
| mj. | klub                                | ut. | pob. | ner. | por. | gol+ | gol- | bod |
| --- | ----------------------------------- | --- | ---- | ---- | ---- | ---- | ---- | --- |
| 1.  | Mičetinac                           | 26  | 19   | 2    | 5    | 65   | 29   | 59  |
| 2.  | Mladost Sigetec                     | 26  | 16   | 4    | 6    | 75   | 36   | 52  |
| 3.  | Reka                                | 26  | 16   | 3    | 7    | 69   | 42   | 51  |
| 4.  | Mladost Carevdar                    | 26  | 15   | 5    | 6    | 74   | 52   | 50  |
| 5.  | Radnički Križevci                   | 26  | 11   | 6    | 9    | 51   | 46   | 39  |
| 6.  | Prekodravac Ždala                   | 26  | 12   | 2    | 12   | 62   | 51   | 38  |
| 7.  | Prigorje Sveti Petar Orahovec       | 26  | 10   | 4    | 12   | 45   | 52   | 34  |
| 8.  | Rudar Botinovec                     | 26  | 10   | 4    | 12   | 46   | 55   | 34  |
| 9.  | Udarnik Zablatje                    | 26  | 9    | 5    | 12   | 43   | 43   | 32  |
| 10. | Graničar Novo Virje                 | 26  | 9    | 5    | 12   | 55   | 71   | 32  |
| 11. | Mladost Kutnjak                     | 26  | 8    | 6    | 12   | 53   | 59   | 30  |
| 12. | Bušpan Kozarevac                    | 26  | 8    | 4    | 12   | 39   | 54   | 28  |
| 13. | Čvrstec (Sveti Petar Čvrstec)       | 26  | 7    | 6    | 13   | 32   | 47   | 27  |
| 14. | Polet Glogovnica (Donja Glogovnica) | 26  | 3    | 2    | 21   | 28   | 100  | 11  |

## Rezultatska križaljka
| kratica | klub                                | BUŠ | ČVR | GRA | MIČ | MLAC | MLAK | MLAS | POLG | PRE | PRI | RAD | REKA | RUD | UDA |
| --- | ----------------------------------- | --- | --- | --- | --- | ---- | ---- | ---- | ---- | --- | --- | --- | ---- | --- | --- |
| BUŠ | Bušpan Kozarevac                    |     |     |     |     |      |      |      |      |     |     |     |      |     |     |
| ČVR | Čvrstec (Sveti Petar Čvrstec)       |     |     |     |     |      |      |      |      |     |     |     |      |     |     |
| GRA | Graničar Novo Virje                 |     |     |     |     |      |      |      |      |     |     |     |      |     |     |
| MIČ | Mičetinac                           |     |     |     |     |      |      |      |      |     |     |     |      |     |     |
| MLAC | Mladost Carevdar                    |     |     |     |     |      |      |      |      |     |     |     |      |     |     |
| MLAK | Mladost Kutnjak                     |     |     |     |     |      |      |      |      |     |     |     |      |     |     |
| MLAS | Mladost Sigetec                     |     |     |     |     |      |      |      |      |     |     |     |      |     |     |
| POLG | Polet Glogovnica (Donja Glogovnica) |     |     |     |     |      |      |      |      |     |     |     |      |     |     |
| PRE | Prekodravac Ždala                   |     |     |     |     |      |      |      |      |     |     |     |      |     |     |
| PRI | Prigorje Sveti Petar Orahovec       |     |     |     |     |      |      |      |      |     |     |     |      |     |     |
| RAD | Radnički Križevci                   |     |     |     |     |      |      |      |      |     |     |     |      |     |     |
| REKA | Reka                                |     |     |     |     |      |      |      |      |     |     |     |      |     |     |
| RUD | Rudar Botinovec                     |     |     |     |     |      |      |      |      |     |     |     |      |     |     |
| UDA | Udarnik Zablatje                    |     |     |     |     |      |      |      |      |     |     |     |      |     |     |
| |                                     |     |     |     |     |      |      |      |      |     |     |     |      |     |     |
| podebljan rezultat - utakmice od 1. do 13. kola (1. utakmica između klubova) rezultat normalne debljine - utakmice od 14. do 26. kola (2. utakmica između klubova) rezultat nakošen - nije vidljiv redoslijed odigravanja međusobnih utakmica iz dostupnih izvora rezultat smanjen * - iz dostupnih izvora nije uočljiv domaćin susreta prekrižen rezultat - poništena ili brisana utakmica p - utakmica prekinuta 3:0 p.f. / 0:3 p.f. - rezultat 3:0 bez borbe n.i. - nije igrano |                                     |     |     |     |     |      |      |      |      |     |     |     |      |     |     |

 Izvori:

## Unutarnje poveznice
- 3. ŽNL Koprivničko-križevačka
- 4. ŽNL Koprivničko-križevačka 2007./08.

## Vanjske poveznice
- Nogometni savez Koprivničko-križevačke županije  Arhivirana inačica izvorne stranice od 8. srpnja 2017. (Wayback Machine)